# Quercus kiukiangensis
Quercus kiukiangensis (Y.T.Chang) Y.T.Chang – gatunek roślin z rodziny bukowatych (Fagaceae Dumort.). Występuje naturalnie w południowych Chinach – w Tybecie oraz północno-zachodniej części Junnanu.

## Morfologia
PokrójZimozielone drzewo dorastające do 30 m wysokości.
LiścieBlaszka liściowa jest skórzasta i ma podługowato eliptyczny kształt. Mierzy 10–18 cm długości oraz 3,5–8,5 cm szerokości, jest piłkowana przy wierzchołku, ma nasadę od zaokrąglonej do klinowej i ostry wierzchołek. Ogonek liściowy jest nagi i ma 15–25 mm długości.
OwoceOrzechy o kształcie od kulistego do jajowatego, dorastają do 15–17 mm długości i 14–17 mm średnicy. Osadzone są pojedynczo w kubkowatych miseczkach do połowy ich długości. Same miseczki mierzą 18–22 mm średnicy.

## Biologia i ekologia
Rośnie w lasach mieszanych. Występuje na wysokości od 1300 do 2000 m n.p.m. Owoce dojrzewają od sierpnia do września. 

## Zmienność
W obrębie tego gatunku wyróżniono jedną odmianę:
- Quercus kiukiangensis var. xizangensis (Y.C.Hsu & H.Wei Jen) Z.K.Zhou & H.Sun